# Björntjärnen (Delsbo socken, Hälsingland, 684856-153892)
Björntjärnen är en sjö i Hudiksvalls kommun i Hälsingland och ingår i Delångersåns huvudavrinningsområde. Sjön är 2,4 meter djup, har en yta på 0,019 kvadratkilometer och är belägen 152 meter över havet.